# مجموعة مستشفيات مبرة العصافرة
مجموعة مستشفيات مبرة العصافرة هي شركة مساهمة تعمل في مجال الرعاية الصحية في مصر. تضم حالياً 3 مستشفيات بالإسكندرية (مبرة العصافرة، مبرة العصافرة غرب، مبرة العصافرة وسط).

## المستشفيات والمراكز التابعة
- المستشفيات:

1. مستشفى مبرة العصافرة: افتتح عام 1984 على مساحة 8500 متر مربع.
2. مستشفى مبرة العصافرة غرب: افتتح عام 2011 على مساحة 3750 متر مربع.
3. مستشفى مبرة العصافرة وسط: افتتح عام 2016.

## أنظر أيضاً
- مجموعة ألاميدا
- مينا هيلث بارتنرز
- مجموعة مستشفيات كليوباترا
- السعودي الألماني الصحية
- مجموعة علاج الطبية
- مجموعة أندلسية